# Alectura
Alectura is een geslacht van vogels uit de familie grootpoothoenders (Megapodiidae).

## Soorten
Het geslacht kent slechts één soort:
- Alectura lathami – Boskalkoen